# 艾丽西亚·霍斯金
艾丽西亚·霍斯金（英語：Alicia Hoskin，2000年2月6日—），新西兰女子皮划艇运动员，2023年世界皮划艇竞速锦标赛女子四人皮艇500米金牌得主、2024年夏季奥林匹克运动会女子双人皮艇500米和女子四人皮艇500米金牌得主。